# براموكائين
براموكائين (Pramocaine)، المعروف أيضًا باسم براموكسين (pramoxine)، هو دواء يستخدم لتخفيف الألم والحكة التي تنتج عن البواسير أو لدغات الحشرات.   و يطبق على الجلد.  و هناك إصدارات تأتي ممزوجة بالكورتيكوستيرويدات . 
تشمل الآثار الجانبية الشائعة هذا العلاج على؛الإصابة بالحروق في موقع التطبيق.  قد تشمل الآثار الجانبية الأخرى أيضاً ردود فعل تحسسية ، على الرغم من أنها آمنة بشكل عام حتى لو كان لدى الشخص ردود فعل تجاه أدوية التخدير الموضعي الأخرى.  و هو يعمل عن طريق تثبيت أغشية الخلية من الخلايا العصبية . 
وصف البراموكايين لأول مرة في عام 1953.  و هو متاح دون وصفة طبية .  في الولايات المتحدة تبلغ تكلفة الزجاجة حوالي 5 دولارات أمريكية اعتبارًا من عام 2021. 